# 15910 Shinkamigoto
15910 Shinkamigoto è un asteroide della fascia principale. Scoperto nel 1997, presenta un'orbita caratterizzata da un semiasse maggiore pari a 2,2683816 UA e da un'eccentricità di 0,1001632, inclinata di 5,51170° rispetto all'eclittica.